# Olle Adamsson
Lars Olof "Olle" Erik Adamsson, född 19 augusti 1927 i Motala församling, död 17 november 2011 i Susedalens församling, var en svensk idrottsman (långdistanslöpare). Han tävlade för Smedby AIS, Motala AIF och Gefle IF. Han vann SM-guld i terränglöpning 4 kilometer åren 1951 och 1954.